# Gatluak Gai
Gatluak Gai (geb. vor 1961; gest. 23. Juli 2011) war ein Mitglied der Sudan People’s Liberation Army (SPLA). Er gehörte zu der Gruppe, die nach den Wahlen vom April 2010 rebellierten und eine der abtrünnigen Milizen im kurzlebigen Unity state im Südsudan anführten.

## Leben
Gatluak war ein Nuer aus dem Koch County. Er war bekannt für seine eindrucksvolle Statur.
Er begann seine Laufbahn als Junior SPLA Officer in einer Position im Unity State Prisons Department (Gefängnisbesatzung). Angeblich wollte er Commissioner im Koch County werden, wurde aber übergangen, als Taban Deng Gai 2008 als Gouverneur des Unity State eingesetzt wurde. In den Wahlen im April 2010 verteidigte Taban Deng Gai erfolgreich seinen Gouverneursposten gegen die Herausforderin Angelina Teny, die Frau von Vizepräsident Riek Machar. Gatluak Gai akzeptierte die Wahlergebnisse nicht, die von vielen Beobachtern als gefälscht angesehen werden. Obwohl Angelina Teny die Wahlergebnisse ebenfalls ablehnte, verwahrte sie sich jedoch genauso gegen eine Verbindung mit der Rebellion von Gatluak Gai.
Im Mai 2010 attackierte Gatluak Gai mit seinen Milizen einen Stützpunkt der SPLA in Awarping im Abiemnom County. Man vermutet, dass Gatluak Gai selbst die Truppe anführte, die mehr als 35 Menschen tötete, darunter viele Zivilisten. Zu dieser Zeit hatte Gai seinen Wohnsitz in Khartum. Später gab es widersprüchliche Gerüchte über die Herkunft von Gais Truppen und Waffen. Im Januar 2011 waren dann Gespräche im Gange mit verschiedenen Personen, die behaupteten, für Gai zu sprechen, aber die Lage blieb extrem obskur. Gai unterzeichnete am 20. Juli 2011 ein Friedensabkommen mit der SPLA. Damit hätte er sich der SPLA im Rang eines Lieutenant General angeschlossen. Drei Tage später wurde er jedoch im Koch County erschossen.
Zuerst wurde die SPLA für den Tod verantwortlich gemacht. Am 24. Juli bekannte sich jedoch Marko Chuol Ruei, der zweite ranghöchste Kommandant der Rebellen der South Sudan Liberation Army (SSLA) zu der Tötung.
Ruei behauptete, dass Gai seine Truppen aufgefordert habe, das Friedensabkommen zu ignorieren und nicht zur SPLA überzugehen, sondern sich stattdessen den Truppen des Sudan anzuschließen. Ruei sagte, die SSLA habe sich in Verhandlungen mit Khartum um Munitionslieferungen befunden. Dabei sei ihnen gesagt worden, sie sollten sich zunächst den Rebellen von Peter Gadet und Bapiny Monytuel anschließen.
Zur Zeit seines Todes war Gatluak Gai in seinen 50ern.

## Familie
Der Rebellenführer General Peter Gadet war mit einer von Gais Töchtern verheiratet.